# Тиверци
Тиверци или Тиверјани (укр. Тиверці) су древно словенско племе, које је у 9. веку насељавало југ данашње Украјине и Молдавије уз обалу Црног мора. Живели су на простору између река Дњестар и Прут и ушћа Дунава у Црно Море, уз данашњу границу са Румунијом. Имали су блиске везе са својим суседима Улићима. 
Бавили су се углавном пољопривредом. Учествовали су у походима Олега од Новгорода на Цариград 907. и Игора Рјуриковича 944. године.
Током 10. века Тиверци су постали део Кијевске Русије. Учествовали су у ратовима са суседним евроазијским племенима.
Током 13. века ујединили су се са осталим украјинским племенима. Након пада Кијевске Русије њихово политичко средиште представља град Галич у склопу Галичко-Волињског краљевства. Велики број Тивераца асмилирали су накнадно придошли Власи и Румуни на простору средњовековне Молдавије.
Најранији сачувани документ у коме се помињу Тиверци је Повест минулих лета